# 独特自我
〈独特自我〉（日语： Ekisentorikku */?）是日本女性偶像团体榉坂46的歌曲，收录于第4张单曲〈不协和音〉以及首张专辑《抹黑纯真》中。在音乐性方面，《独特自我》呈现出带有俱乐部爵士风格（Club jazz）的城市流行乐（City pop），歌词上则表现出人在集体中的孤独感。
歌曲在《日本告示牌》百强单曲榜上曾拿下最高第12名的成绩。音樂錄影帶由池田一真执导，影片由若干个场景所组成，其中成员在被风雨拍打的木造校舍里跳舞的场景被评论者认为是致敬电影《台风俱乐部》。这首歌也在櫸坂46出道一周年纪念演唱会及GirlsAward 2017 SPRING/SUMMER上演唱过。

## 背景、发行与结构
根据制作人秋元康在聊天应用程序755的官方账号上的说法，在选择榉坂46第4张单曲的表题曲时有两个选项，一个是〈不协和音〉，另一个就是〈独特自我〉。最终，〈不协和音〉成为组合第4张单曲的表题曲，而〈独特自我〉则成为这张单曲的收录曲。2017年3月24日，歌曲在FM东京的广播节目《SCHOOL OF LOCK!》上首次公开放送。另外这首歌也是日本电视台电视剧《残酷的观众们》的主题曲。
〈独特自我〉是一首帶有俱乐部爵士风格的城市流行乐，其伴奏的编曲主要运用了四分音符的底鼓和钢琴的旋律。在城市流行乐的加持下，特别是主歌的说唱部分带有90年代的J-POP风格。歌词内容表现出一种愤世嫉俗的心理，副歌凸显出在大环境下内心孤独的人所发出的真实的声音：
|  | [ 註 1 ] |

## 榜单成绩
歌曲在2017年4月17日发布的《日本公告牌》百强单曲榜首次上榜，位列第94名。同年5月1日上升至第92名，此后一段时间一直在100名开外。7月17日，〈独特自我〉在构成该排行榜上榜的五个要素中，获得了销量第28名，视频重播次数第13名，推特话题数第一（一周45000条推文）的成绩，综合排名急速上升至第12名。此后在排行榜中的综合排名推移至第21名、第48名。同年8月7日的排行榜中则位列第68名，留在了100名内。在Billboard Japan Hot Buzz Song榜上则位列第8名。

## 音樂錄影帶
2017年7月15日，〈独特自我〉的音樂錄影帶（MV）在榉坂46的官方Youtube频道公开，导演是由执导过〈沉默的多数〉、〈世界上只有爱〉和〈大人都不相信〉等歌曲MV的池田一真担任，TAKAHIRO（上野隆博）担任编舞。在MV完整版公开前，同年5月播出的〈残酷的观众们〉片尾曲中便公开了MV的部分影像。MV分别由被暴风雨淋湿的成员们披头散发地在木造校舍内跳舞、在堆积着层层课桌的空间内表演、成员一齐将头绳弹飞以及手拿皮鞋在头上挥舞等场景所构成。

### 评价
rockinon.com的渡边满里奈认为这部MV致敬了电影《台风俱乐部》，并列出了MV与电影之间一些共通的场景。她评论到：“位居中心的平手友梨奈有着与他人相异的存在感，那锐利的眼神似乎能看透大人的一切谎言。而榉坂46这个团体身上所自带的绚丽光环，使得这部作品与《台风俱乐部》相融合，成就了一部能烙印在每个人心中的佳作。”dwango.jp的高桥学在谈到池田导演与TAKAHIRO的合作时说：“（TAKAHIRO）独创的舞蹈将该作歌词的世界观准确地表达出来。”他还称赞了MV本身，并表示：“这已经超越了偶像的界限。不为过的说，这是近年来最棒的MV。”RBB TODAY评价到：“正如标题所写，独特自我（エキセントリック）意即怪人（変わり者），此次公开的MV具有独特的榉坂46风格。”

## 现场表演
2017年4月6日，榉坂46在代代木第一体育馆举办的团体出道一周年活动“出道一周年纪念演唱会”中首度公开表演〈独特自我〉。此次活动共演唱了26首歌曲（含安可曲），其中〈独特自我〉是第20首表演曲目。在表演时，每个成员都穿着不同样式的Hip-Hop风服装，配合着歌曲表演说唱。同年5月3日又在日本时装秀GirlsAward 2017 SPRING/SUMMER上表演该曲。在该场演出中演唱了〈两人季节〉、〈独特自我〉与〈不协和音〉三曲，该曲是第二首表演曲目。在表演时，成员们将原本表演〈两人季节〉时绑起来的头发扯乱，随后将脚下的一只皮鞋脱掉，并将其举在头上挥舞。
2017年7月1日，〈独特自我〉在日本电视台的音乐特别节目上进行了电视首演。当表演到高潮部分时，成员们将自己手上的鞋扔了出去。《女性自身》就此评论道：“这样的表演足以让台下的观众跟艺人吓到魂飞魄散。”

## 选拔成员
- 石森虹花、今泉佑唯、上村莉菜、尾关梨香、织田奈那（日语：織田奈那）、小池美波、小林由依、齋藤冬優花、佐藤詩織、志田愛佳、菅井友香、鈴本美愉、長泽菜菜香、土生瑞穗、原田葵、平手友梨奈、守屋茜、米谷奈奈未、渡边梨加、渡边理佐、長濱祢留[18]

## 榜单
| 榜單（2017年）                        | 最高 排名 |
| ------------------------------------- | --------- |
| 日本（日本百强单曲榜）                | 12        |
| 日本（Billboard Japan Hot Buzz Song） | 7         |

## 备注
1. ↑  中文大意：我是怪人 就做个怪人吧